# B'z LIVE-GYM Pleasure 2008 -GLORY DAYS-
《B'z LIVE-GYM Pleasure 2008 -GLORY DAYS-》，是日本樂團B'z的第12張LIVE作品映像化(第10張DVD)。

## 簡介
- 此DVD收錄的是2008年9月21日於橫濱日產體育場所舉辦的B'z LIVE-GYM Pleasure 2008 -GLORY DAYS-演唱會
- 此次巡迴公演,2008年9月6日~9月21日於3都市舉行6場公演,既2003年渚園演唱會後,睽違5年的戶外大型演唱會,此場是唯一有下雨的一場
- 此場演唱會主要是演唱過去20年來的人氣單曲
- 2009年3月9日OriconDVD排行榜獲得第一位,綜合及音樂部門連續6作獲得第一
- 音樂DVD男歌手連續作品數獲得第一裡,與KAT-TUN並列歷代第一

## 收錄會場
日產體育場

## 演奏
團員
- 松本孝弘:吉他.製作人
- 稻葉浩志:主唱.口琴(僅Don't Leave Me一首)

支援樂手
- 増田隆宣：電子琴
- Shane Gaalaas：鼓
- Barry Sparks：貝斯
- 大田紳一郎：合聲＆吉他

## 收錄內容
1. BAD COMMUNICATION
2. ultra soul
3. 裸足の女神
4. BLOWIN'
5. ねがい
6. 今夜月の見える丘に
7. もう一度キスしたかった
8. 恋心 (KOI-GOKORO)
9. 孤独のRunaway
10. Don't Leave Me
11. OCEAN
12. NATIVE DANCE
13. Oh! Darling
14. だからその手を離して
15. いつかまたここで
16. ONE
17. LOVE PHANTOM
18. ZERO
19. juice
20. 愛のバクダン
21. BANZAI
22. Brotherhood
23. ギリギリchop
24. グローリーデイズ
25. RUN
26. Pleasure 2008 〜人生の快楽〜